# Christian Ludvig 2. af Mecklenburg-Schwerin
Christian Ludvig 2. (tysk: Christian Ludwig II.) (15. maj 1683 – 30. maj 1756) var regerende hertug af Mecklenburg-Schwerin fra 1747 til sin død i 1756.
Han var søn af Hertug Frederik af Mecklenburg-Grabow og blev hertug, da hans storebroder Hertug Karl Leopold døde i 1747.

## Biografi
Christian Ludvig blev født den 15. maj 1683 i Grabow som tredje søn af Hertug Frederik af Mecklenburg-Grabow og Christine Vilhelmine af Hessen-Homburg, datter af Landgreve Vilhelm Christopher af Hessen-Homburg.
Han var nevø til den barnløse Hertug Christian Ludvig 1. af Mecklenburg-Schwerin. Christian Ludvigs ældre bror Frederik Vilhelm efterfulgte deres onkel som hertug i 1692. Han døde i 1713, hvorefter Christian Ludvigs anden bror Karl Leopold blev hertug. Christian Ludvig blev hertug, da Karl Leopold døde den 28. november 1747.
Den 30. april 1737 modtog Christian Ludvig på Frederiksborg Slot Elefantordenen af Kong Christian 6. af Danmark.
Hertug Christian Ludvig døde den 30. maj 1756 i Schwerin. Han blev efterfulgt som hertug af sin ældste søn Frederik.
Han er begravet i Schelfkirken i Schwerin.

## Ægteskab og børn
Christian Ludvig giftede sig den 13. november 1714 i Güstrow med Hertuginde Gustave Karoline af Mecklenburg-Strelitz. Hun var datter af Hertug Adolf Frederik 2. af Mecklenburg-Strelitz og Hertuginde Maria af Mecklenburg-Güstrow. De fik fem børn:
1. Frederik (1717-1785), regerende hertug af Mecklenburg-Schwerin som Frederik 2 1756-1785
2. Ulrike Sophie (1723-1813), abbedisse i Rühn Kloster 1728-1756
3. Ludvig, arveprins af Mecklenburg-Schwerin
4. Luise (1730-1730)
5. Amalie (1732-1775), stiftsdame i Herford

## Eksterne links
- Huset Mecklenburgs stamtavle Arkiveret 8. februar 2012 hos  Wayback Machine